# Фефлов Ігор Іванович
Ігор Іванович Фефлов (нар. 31 грудня 1938 — пом. 2005—2008?) — радянський український футболіст, півзахисник.

## Життєпис
Футбольну кар'єру розпочав у 1956 році в складі дніпропетровського «Металурга», який виступав у Класі «Б». У дебютному сезоні зіграв 3 матчі в радянському чемпіонаті, наступного року почав частіше залчатися до матчів основи (17 поєдинків у чемпіонаті та 1 матч у кубку СРСР). Сезон 1958 року розпочав у «Металурзі», за який зіграв 1 матч, після очого отримав запрошення від київського «Динамо». Дебютував у футболці киян 4 квітня 1958 року в нічийному (3:3) домашньому поєдинку 3-о туру Класу «А» проти московського «Торпедо». Ігор вийшов у стартовому складі, а на 46-й хвилині його замінив Юрій Бондар. Проте через величезну конкуренцію як в першій команді, так і в дублі киян стати основним гравцем Фефлов не зумів. За два сезони у футболці Першої команди зіграв 7 матчів у Класі «А» та 1 поєдинок у кубку СРСР, в сезоні 1959 року зіграв також 19 матчів за дубль динамівців. По завершенні сезону залишив розташування київського клубу.
У 1961 році переїжджає в підмосковний Серпухов, де виступає за однойменну футбольну команду в Класі «Б». По ходу сезону 1962 року повертається в «Металург», який на той час змінив назву клубу на «Дніпро». До завершення сезону в складі дніпропетровців на поле в офіційних поєдинках не виходить. У сезоні 1963 року стає гавцем основної обойми «дніпрян» (34 матчі та 1 гол у «Класі Б»). Проте вже настуного сезону втачає своє місце в основі, виходить на поле рідше (16 матчів у чемпіонаті та 1 поєдинок у кубку СРСР), також залучається до матчів дубля дніпропетровців (8 матчів, 1 гол). У 1965 році переїздить до Фрунзе, де стає гавцем місцевої «Алги». У дебютному сезоні в складі фрунзенського колективу регулярно виходив на поле, забивав м'ячі (33 матчі та 5 голів у Класі «Б», 1 поєдинок у кубку СРСР). У наступному сезоні втрачає своє місце в основі, на поле виходить не часто (9 матчів).
У 1967 році поветається в УРСР та стає гравцем орджонікідзенського «Авангарду», який виступав у республіканському чемпіонаті. Сезон 1968 року також розпочав у «Авангарді». Проте по ходу сезону повертається на загальносоюзний рівень, захиаючи кольори дніпродзержинського «Прометея», який виступав у Класі Б. По завершенні сезону вирішує закінчити кар'єру футболіста.